# Tipula (Nippotipula) coquilletti
Tipula (Nippotipula) coquilletti is een tweevleugelige uit de familie langpootmuggen (Tipulidae). De soort komt voor in het Palearctisch en Oriëntaals gebied.